# Langue des signes lettone
La langue des signes lettone est la langue des signes utilisée par une partie des personnes sourdes et de leurs proches en Lettonie.